# Guns N' Roses
Guns N' Roses (abreviere, GN'R, GnR sau GNR) este o formație hard rock americană, formată în 1985, în Los Angeles, California. Până în prezent formația a lansat 6 albumuri de studio, înregistrând vânzări de peste 100 milioane albume în întreaga lume, dintre care 45 milioane Statele Unite, fiind una din cele mai bine vândute trupe. Grupul era format din cântărețul Axl Rose, chitariștii Tracii Guns și Izzy Stradlin, basistul Ole Beich, și bateristul Rob Gardner. Numele formației provine din unirea a două grupuri foarte importante de la Hollywood, L.A Guns și Hollywood Rose. Primul lor concert a avut loc pe data de 26 martie 1985 în Troubador (Hollywood, California). Appetite for Destruction (Apetit pentru distrugere) din 1987, produs de Mike Clink, a fost vândut în peste 25 milioane de copii în lume și a ajuns locul 1 în SUA după apariție. Chitaristul Tracii Guns a fost înlocuit cu SLASH, bateristul Rob Gardner cu Steven Adler. Trupa era formată din Axl Rose, Slash, Duff McKagan, Steven Adler și Izzy Stradlin.

## Istorie

### Formarea (1985 - 1987)
În 1984, Izzy Stradlin locuia împreună cu Tracii Guns. Trupa L.A. Guns avea nevoie de un vocalist nou, așa că Stradlin l-a propus pe Axl Rose. Câteva luni mai târziu, în 1985, grupul a fost format de către membrii Hollywood Rose Axl Rose (vocal) și Izzy Stradlin (chitară armonie) și de membrii L.A. Guns Tracii Guns (chitară), Ole Beich (chitară bas) și Rob Gardner (baterie). Într-un interviu din 2019, Guns a rememorat momentul formării, spunând: „Axl a avut o dispută cu managerul nostru, care l-a concediat pe Axl, dar cu toții trăiam împreună și era foarte ciudat. Așa că, în aceeași noapte în care a fost dat afară, am înființat Guns N' Roses și l-am sunat pe Izzy următoarea zi și i-am spus „Hey, o să înființăm o nouă trupă numită Guns N' Roses, vrei să te bagi?” A fost atât de simplu, niciun pic de vopsea sau cocaină implicată.” Trupa și-a creat numele prin fuziunea numelor celor două grupuri. Nume precum „Heads of Amazon” sau „AIDS” au fost respinse.
După primele două repetiții, Bleich a fost dat afară și înlocuit cu Duff McKagan. Prima repetiție cu McKagan a fost înregistrată și trei dintre melodii (Don't Cry, Think about You și Anything Goes) au fost cântate în timpul primului interviu radio al trupei, cu doar două zile înainte de primul lor concert la Troubadour, în California, pe 26 martie 1985. În acest timp, trupa plănuia să lanseze un EP cu cele trei melodii mai sus amintite, plus un cover a Heartbreak Hotel a lui Elvis Presley. Cu toate acestea, Guns a părăsit trupa după o neînțelegere cu Rose, iar planurile pentru lansare au fost abandonate. Guns a fost înlocuit de un fost membru al Hollywood Rose, Slash. Noua componență a grupului s-a conturat rapid, dar, după ce au decis să meargă într-un turneu în Sacramento, California, până în orașul natal al lui Duff, Seattle, toboșarul Rob Gardner a plecat și a fost înlocuit de prietenul lui Slash, Steven Adler. Trupa, care a continuat să se numească Guns N' Roses chiar și după plecarea lui Tracii Guns, și-a hotărât prima componență stabilă în așa-numitul "Hell Tour". Într-un interviu, Slash declară: "Acesta [călătoria  la Seattle] a fost lucrul care a cimentat trupa" și i-a stabilit chimia. Deoarece membrii trupei călătoreau într-o mașină separată care s-a defectat pe drum spre Seattle, aceștia au fost nevoiți să își abandoneze echipamentul și să facă autostopul până înapoi în LA, doar cu chitările rămase. Mai târziu, McKagan a comentat în legătură cu această experiență, spunând că „Această excursie a stabilit un nou etalon cu privire la ce suntem capabili, cu privire la ce putem și șa ce vom face pentru a ne atinge scopurile ca trupă.”
Primul lor concert în această formulă a avut loc în data de 6 iunie 1985.

### Descoperirea și popularizarea (1987 - 1989)
După ce a văzut un spectacol al celor de la Guns N' Roses la Troubadour, Tom Zutaut, unul dintre șefii A&R Geffen Records, i-a avertizat în mod fals pe ceilalți scouteri că "sunt nașpa", pentru a avea mai mult timp la dispoziție să-i convingă să semneze un contract. Axl Rose a cerut, și a primit, un avans de 75.000 $ de la Zutaut înainte de a dezvălui că îi promisese unei șefe A&R de la Chrysalis, că trupa va semna cu ea, dacă aceasta va merge goală pe Sunset Strip. Timp de cinci zile, Zutaut a privit nervos de la fereastra biroului său așteptând să vadă o șefă A&R goală, înainte de încheia afacerea. Alan Niven a fost angajat ca manager al trupei, și echipa s-a dedicat înregistrării albumului de debut. În vremea când muzica pop era dominată de genul dance și pop-metal, Guns N’ Roses au adus rock & roll-ul urât, rău, care a dărâmat toate topurile din acea vreme. Nu erau băieți cuminți, băieții cuminți nu ascultă rock & roll. Pe lângă toate astea erau și amuzanți, vulnerabili și ocazional sensibili, fapt rezultând din piesa Sweet Child O’ Mine.

#### Appetite for Destruction
În 1986, Guns N' Roses a lansat primul lor EP care i-a dus la un contract cu Geffen Records; următorul an, trupa a lansat albumul de debut, Appetite for Destruction, în 21 iulie 1987. Design-ul inițial al coperții, conceput de Robert Williams, a fost considerat ca fiind prea controversat și a trebuit schimbat. Acesta prezenta o scenă suprarealistă în care un monstru cu dinți de pumnale atacă un violator robotic. Trupa a declarat că grafica inițială era „o afirmație socială simbolică, cu robotul reprezentând sistemul industrial care ne violează și ne poluează mediul.” Coperta ulterioară a fost bazată pe un tatuaj pe care Rose și-l făcuse anul anterior, cu craniile celor 5 membri dispuse pe o cruce. 
Primul lor single a fost It's So Easy, lansat în 15 iunie 1987 doar în Marea Britanie, unde a ajuns numărul 84 în UK Singles Chart. Single-ul lor de debut în SUA, Welcome to the Jungle a fost relansat în octombrie, alături de un videoclip.
Inițial, albumul și single-ul au rămas nedescoperite aproape un an până când fondatorul Geffen, David Geffen, a convins personal directorii de la MTV să redea Welcome to the Jungle în timpul rotației de noapte. Deși video-ul era inițial redat o singură dată duminica la 4 a.m., fanii heavy metal și hard rock l-au remarcat și au început să ceară masiv cântecul și videoclipul. Cântecul, scris în Seattle, este despre Los Angeles. Videoclipul se petrece în New York. Potrivit lui Rose, inspirația pentru versuri a venit de la o întâlnire cu un om fără adăpost pe care el și un prieten au avut-o în timp ce se dădeau jos dintr-un autobuz în New York. În încercarea de a-i speria, bărbatul le-a strigat: „You know where you are? You're in the jungle baby; you're gonna die!” („Știți unde sunteți? Sunteți în junglă, scumpilor; o să muriți!”), cuvinte care au devenit mai apoi parte din versuri. Cântecul a apărut în 1988 în filmul Inspectorul Harry și Jocul Morții (Dead Pool) din seria Dirty Harry, în care a jucat și Clint Eastwood, iar membrii trupei au avut parte de un cameo.
Sweet Child o' Mine a fost al doilea single lansat în SUA, un cântec de dragoste scris de Rose pentru iubita lui de atunci, Erin Everly, fiica lui Don Everly de la Everly Brothers. Cântecul a fost un imens succes, devenind un hit în vara anului 1988 și ajungând în topurile americane. Slash a dezvăluit mai târziu că „Am urât cântecul ăla cu cea mai adâncă pasiune pentru mult timp și s-a dovedit a fi hit-ul nostru cel mai mare, așa că se înțelege câte știu.” Este cântecul cel mai bine clasat al trupei, precum și singurul cântec de la Guns N' Roses care a ajuns numărul 1 în  Billboard Hot 100.
În urma succesului cu Sweet Child o' Mine, Welcome to the Jungle a fost re-lansat ca single și a ajuns numărul 7 în SUA. În timp ce Paradise City ajungea numărul 5 în SUA, întreg albumul Appetite for Destruction era plasat ca numărul 1 pe Billboard 200. Până acum, albumul a fost vândut în peste 30 de milioane de exemplare în toată lumea, incluzând 18 milioane de copii vândute numai în Statele Unite, devenind cel mai bine vândut album de debut în SUA, precum și al 11-lea cel mai bine vândut album în SUA. 
Guns N' Roses s-au îmbarcat într-un turneu de 16 luni pentru a promova albumul. În a doua jumătate a anului 1987, pe lângă propriile concerte, cântau în deschidere pentru trupe precum The Cult, Mötley Crüe și Alice Cooper. În timpul turneului din `87, toboșarul Steven Adler și-a fracturat mâna în timpul unei lupte și a fost înlocuit pentru 8 show-uri de bateristul de la Cinderella, Fred Coury. Basistul Duff McKagan a lipsit de la câteva reprezentații din mai 1988 pentru a participa la nunta sa; Kid „Haggis” Chaos de la The Cult i-a luat locul. Don Henley de la Eagles a cântat la baterie pentru Guns N' Roses în timpul concertului AMA din 1989 în timp ce Adler era la dezintoxicare.
Trupa a continuat să cânte în SUA, Australia și Japonia, totodată deschizând show-urile pentru Iron Maiden și Aerosmith. Tim Collins, managerul Aerosmith de la acea vreme, a remarcat: „La finalul turneului, Guns N' Roses erau imenși. Practic au explodat. Cu toții eram nervoși că revista Rolling Stone a venit să scrie un articol despre Aerosmith, dar Guns N' Roses au ajuns pe coperta revistei. Dintr-o dată, reprezentația din deschidere era mai mare decât noi.”

#### G N' R Lies
La sfârșitul anului 1988 au dat drumul pe piață la GNR Lies, al doilea lor album, conținând Patience, singurul single. Acesta a ajuns numărul 4 în SUA, în timp ce albumul a ajuns numărul 2. Coperta albumului, o parodie a unor tabloide, a fost modificată după presiuni pentru a scăpa de titlurile „Practica de a-ți bate nevasta există de 10 000 de ani” („Wife-beating has been around for 10,000 years”) și „Doamnelor, bun venit în Evul Mediu” („Ladies, welcome to the Dark Ages”).
În octombrie 1990, trupa l-a dat afară pe Adler spunând că dependența lui de droguri îl făcea să greșească notele și să cânte dezastruos. În scurt timp a fost înlocuit de Matt Sorum din The Cult. În timpul înregistrărilor, trupa l-a pus pe Dizzy Reed la clape. După ce sesiunea se terminase, albumul care trebuia să iasă pe piață s-a transformat în două albume. Cele două albume, Use Your Illusion I și Use Your Illusion II, au fost lansate în septembrie 1991, după o întârziere de un an.

HI KIDS, UNCLE AXL'S BACK!: acesta a fost salutul de revenire scenică al lui W. Axl Rose în Hall of Blues și The Joint pe 29 și 31 decembrie 2000, Las Vegas, după 3 ore întârziere, în fața lumii bune a Rock-ului mai mult sau mai puțin actual.
Ultima apariție Guns N' Roses, la Buenos Aires, Argentina, pe 17 iulie 1993, marcase sfârșitul unei serii lungi de turnee, mai precis 184, și începutul unei pauze în activitatea trupei.

## Membri
- Axl Rose – vocal, piano, clape (1985–prezent)
- Slash-chitara principala(1985-1993;2016-prezent)
- Dizzy Reed – clape, piano, percuție, back vocal (1990–prezent)
- Duff McKagan – bas, back vocal (1985–1993;2016-prezent)
- Richard Fortus – chitară ritmică, voce de fundal (2002–prezent)
- Frank Ferrer – baterie (2006–prezent)
- Melissa Reese-clape, sintetizator, voce de fundal (2016-prezent)
- Izzy Stradlin-chitara ritmica(1985-1991)
- Steven Adler-baterie(1985-1990)
- Matt Sorum-baterie(1990-1997)
- Buckethead-chitara principala(2000-2004)
- Dj Ashba-chitara principala(2009-2015)
- Gilby Clarke-chitara ritmica(1991-1994)

## Discografie
- 1987 - Appetite For Destruction
- 1988 - G N' R Lies
- 1991 - Use Your Illusion I
- 1991 - Use Your Illusion II
- 1993 - The Spaghetti Incident?
- 2008 - Chinese Democracy

Premii
- 1988 – Best New Artist – MTV Music Awards (Welcome to the Jungle);
- 1988 - Favotite Pop/Rock Single – American Music Awards (Sweet Child O’ Mine);
- 1989 - Best Heavy Metal Video – MTV Video Music Awards (Sweet Child O’ Mine);
- 1990 - Favorite Heavy Metal/Hard Rock Artistic – American Music Awards;
- 1990 – Favorite Heavy Metal/Hard Rock Album - American Music Awards (Appetite for Destruction);
- 1992 - Favorite Heavy Metal/Hard Rock Artist - American Music Awards;
- 1992 - Video Vanguard - MTV Video Music Awards;
- 1992 - Best Cinematography - MTV Video Music Awards ("November Rain");
- 1993 - Best Selling Hard Rock Artist - World Music Awards.